# Sistema horario babilónico

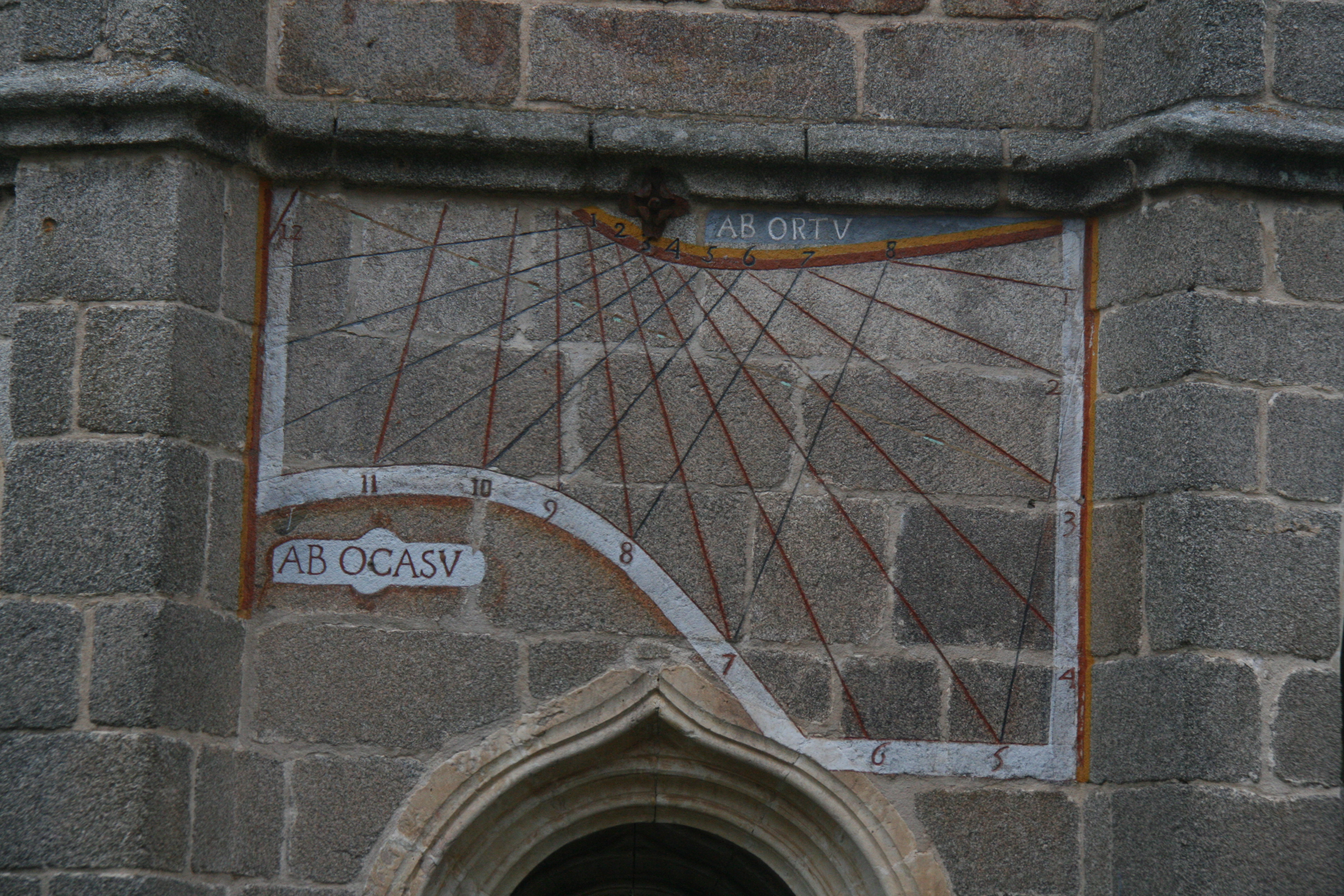
Reloj de Horas Itálicas y Babilónicas en el Monasterio del Paular.

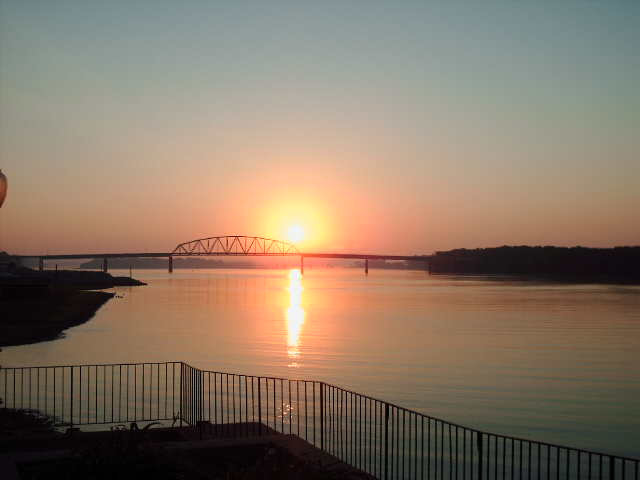
El amanecer es el punto de partida del sistema horario babilónico.

El sistema horario babilónico denominado Horae ab Ortu en algunos relojes solares divide el día en 24 partes iguales, al igual que el sistema de horas itálicas.  Está caracterizado por iniciar su medida tomando como referencia el fenómeno del orto solar, empezando a contar desde la hora 24h (o 0h) hasta el orto del día siguiente. Los astrónomos babilónicos realizaban la medida del tiempo durante las noches empleando sistemas de horas iguales que regulaban mediante clepsidras. Pare ellos el orto heliaco era una posición de referencia natural en la medida de los eventos astronómicos. Esta forma de medida pasó a los antiguos egipcios y quedó la denominación de babilónica a la forma de medir el tiempo con referencia a los ortos heliacos.   

## Características
El sistema horario Babilónico es similar al itálico, divide el día en 24 horas iguales, pero a diferencia del itálico el babilónico empieza el recuento de las horas en el amanecer. El sistema babilónico tiene como origen del sistema horario, en cualquier día del año, el periodo denominado orto. En el caso del sol la refracción atmósférica y su intenso brillo hace difícil la determinación del orto. En muchos de los cálculos iniciales, no se tenía en cuenta la media hora que puede durar un crepúsculo.
Los sistemas horarios Itálicos y Babilónicos fueron previos al sistema de horas civiles, así se puede ver en diversos tratados gnomonicistas de la época. El sistema de horas civiles se acomodó en la época tardía en la que se empezó a emplear los relojes mecánicos, de esta forma se pueden encontrar en las esferas de algunos relojes mecánicos "ad modum campanae" o "concordat cum rotali", es la época en el que las meridianas solares servían de ajuste de los nuevos ingenios precursores del reloj de bolsillo.